# Tandhvaler
Tandhvaler (Odontoceti) er en underorden af hvaler der er kendetegnet ved at have tænder, i modsætning til den anden gruppe af hvaler, bardehvalerne, der ikke har tænder. De fleste tandhvaler har mange relativt ens, spidse tænder i munden, mens næbhvalerne kun har to i underkæben. Tandhvalerne er alle rovdyr og lever især af fisk og blæksprutter, mens de større arter også kan tage større bytte som sæler, hajer eller kæmpeblæksprutter. Typisk for tandhvaler er at de kun har et enkelt blåsthul oven på hovedet, i modsætning til bardehvaler som har to.
Alle tandhvaler formodes at bruge biosonar, dvs. de kan orientere sig og fange bytte ved hjælp af ekkolokalisering. En lang række anatomiske specialiseringer er knyttet til biosonaren, bl.a. det asymmetriske kranium, den fedtfyldte melon forrest på hovedet og et kompliceret system af luftblindsække i forbindelse med næseborene. Ingen af disse strukturer findes hos noget andet pattedyr og understøtter at Odontoceti er en monofyletisk gruppe, dvs. de nedstammer alle fra en fælles stamform, der havde biosonar.

## Systematik
Tandhvaler inddeles normalt i 7 familier, med enkelte eksempler angivet under hver familie:
- Familie: Kaskelotter Physeteridae. En art, kaskelot, den største af alle tandhvaler.
  - Kaskelothval (Physeter macrocephalus)
- Familie: dværgkaskelotter Kogiidae. To nærtbeslægtede arter
  - Lille dværgkaskelot Kogia sima
  - Almindelig dværgkaskelot Kogia breviceps
- Familie: Næbhvaler Ziphiidae. En stor familie hvoraf de fleste arter er meget dårligt kendt. Blandt de bedst kendte arter er:
  - Døgling (Hyperoodon ampullatus)
  - Almindelig næbhval (Mesoplodon bidens)
  - Småhovedet hval (Ziphius cavirostris)
- Familie: Floddelfiner Platanistidae. Flere arter af flodlevende delfiner, bl.a.
  - Gangesfloddelfin (Platanista gangetica)
- Familie: Marsvin Phocoenidae. 6 arter af små tandhvaler, f.eks.
  - Marsvin (Phocoena phocoena)
  - Finneløst marsvin (Neophocaena phocaenoides)
- Familie: Narhvaler Monodontidae. To nærtbeslægtede arter
  - Hvidhval (Delphinapterus leucas)
  - Narhval (Monodon monoceros)
- Familie: Delfiner Delphinidae. En stor gruppe af omkring 30 forskellige arter, f.eks.
  - Spækhugger (Orcinus orca)
  - Grindehval (Globicephalus melaena)
  - Øresvin (Tursiops truncatus)
  - Almindelig delfin (Delphinus delphis)
  - Hvidnæse (Lagenorhynchus albirostris)
  - Hectors delfin (Cephalorhynchus hectori)